# Mark Jelks
Mark Jelks (né le 10 avril 1984 à Gary) est un athlète américain naturalisé nigérian en 2014,  spécialiste du sprint. Il mesure 1,70 m pour 66 kg.

## Palmarès
- Championnats du monde d'athlétisme de 2007 à Osaka :
  - éliminé en série sur 100 m

## Records
| Épreuve | Performance | Lieu    | Date            |
| ------- | ----------- | ------- | --------------- |
| 60 m    | 6 s 51      | Boston  | 1er mars 2009   |
| 100 m   | 9 s 99      | Eugene  | 28 juin 2008    |
| 200 m   | 20 s 28     | Athènes | 20 juillet 2009 |